# Euphorbia millotii
Euphorbia millotii är en törelväxtart som beskrevs av Eugène Ursch och Jacques Désiré Leandri. Euphorbia millotii ingår i släktet törlar, och familjen törelväxter. IUCN kategoriserar arten globalt som akut hotad. Inga underarter finns listade i Catalogue of Life.

## Bildgalleri

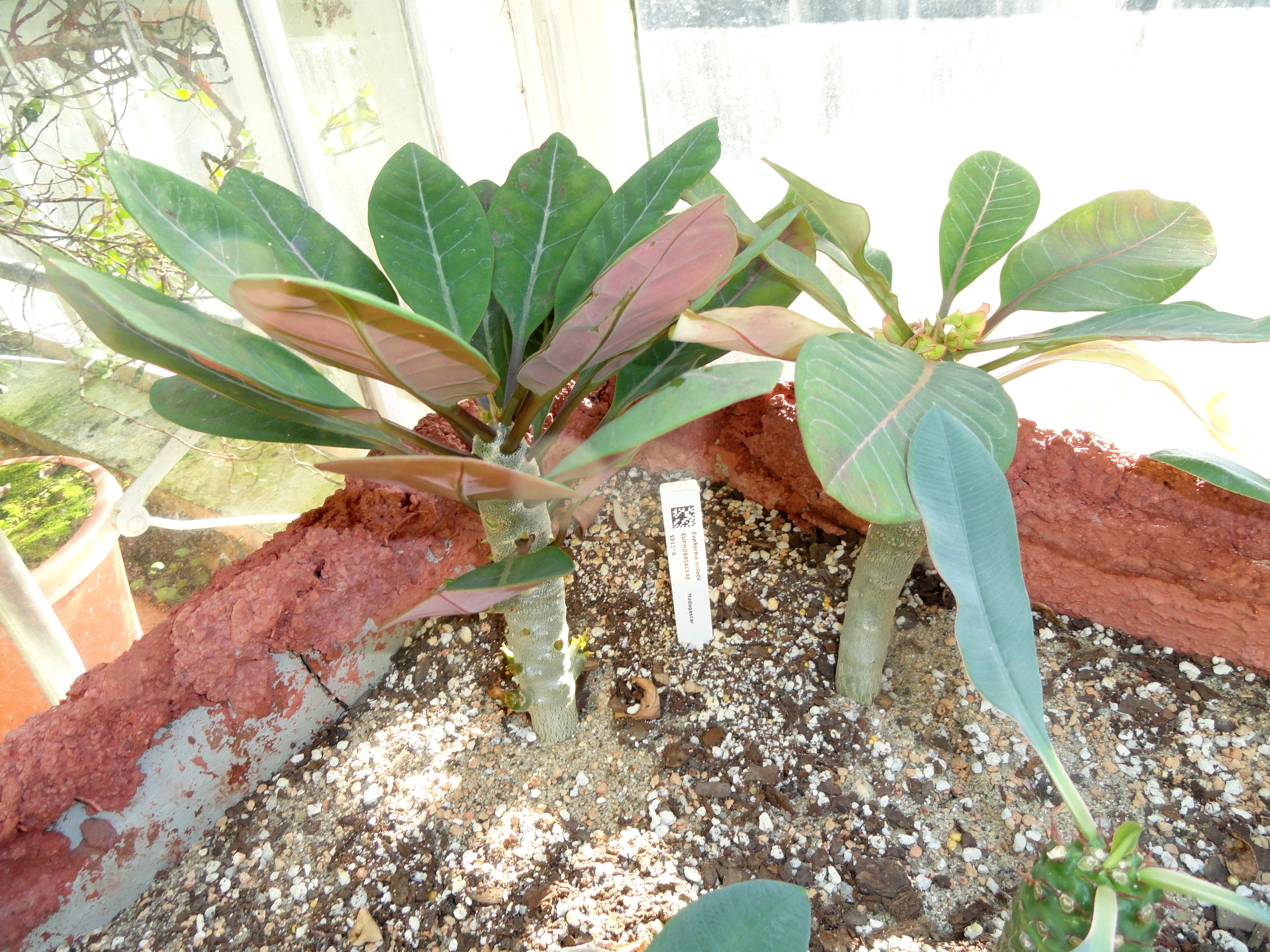
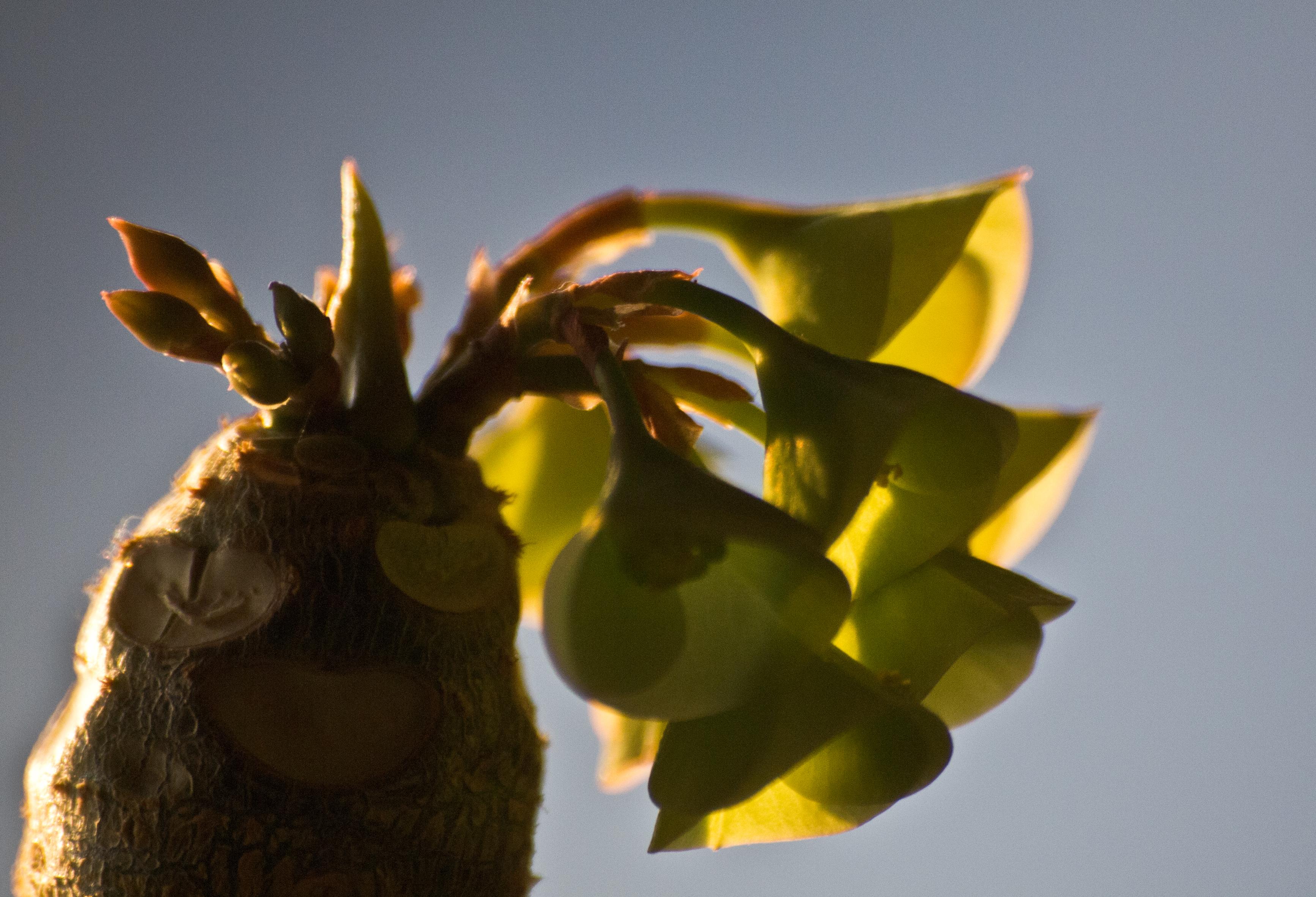